# La Vila Grossa
La Vila Grossa és una masia de Calldetenes (Osona) inclosa a l'Inventari del Patrimoni Arquitectònic de Catalunya.

## Descripció
Masia de planta rectangular coberta a dues vessants, amb el carener perpendicular a la façana la qual es troba orientada al SE. Consta de planta baixa, primer pis i golfes. Davant de la façana hi ha una lliça amb un portal rectangular que hi dona accés, a la part dreta s'hi adossa un cos que s'abriga sota la mateixa vessant, destinat a activitats agrícoles. A la façana SW hi ha una finestra de forma gòtica a la planta, tres finestres al primer pis i un desaigua de pedra. A la part NE hi ha poques obertures i s'hi adossa un forn domèstic (parcialment destruït). Al NW hi ha un portalet rectangular amb llinda de fusta i s'hi adossa un cos cobert a una vessant. És construït amb maçoneria i arrebossada amb calç i algun mur de tàpia. L'estat de conservació és mitjà.

## Història
Antiga masoveria del mas la Calveria. En els fogatges de 1553 de la parròquia i terme de Sant Martí de Riudeperes trobem esmentat el nom d'Antoni Vila. El topònim actual és Viles, ja que hi ha dues masies molt properes anomenades, respectivament, Vila Grossa i Vila Xica. En el Nomenclàtor de la província de Barcelona de l'any 1869, ja hi torbem esmentades les dues masies. Tant per la tipologia constructiva com per les dades que el mateix edifici ens ofereix podem observar-hi diverses etapes constructives: el portal de la lliça duu la data de 1633 i una altra el 1895.